# 一ノ宮郵便局
一ノ宮郵便局（いちのみやゆうびんきょく）
- 群馬県富岡市にある郵便局。本記事にて記述する。
- 石川県羽咋市にある郵便局。局番号は31091。
- 静岡県周智郡森町にある郵便局。局番号は23278。

一ノ宮郵便局（いちのみやゆうびんきょく）は群馬県富岡市にある郵便局。民営化前の分類では集配特定郵便局であった。

## 概要
住所：〒370-2499 群馬県富岡市一ノ宮153-1

## 沿革
- 1873年（明治6年） - 一宮本郷（いちのみやほんごう）郵便取扱所として開設[1]。
- 1875年（明治8年）1月1日 - 一宮本郷郵便局（五等）となる。
- 1884年（明治17年） - 為替・貯金取扱を開始。
- 1888年（明治21年）12月12日 - 一ノ宮郵便局に改称。
- 1897年（明治30年）3月16日 - 一ノ宮郵便電信局となる。
- 1903年（明治36年）4月1日 - 通信官署官制の施行に伴い一ノ宮郵便局となる。
- 1967年（昭和42年）7月9日 - 電話交換および和文電報配達事務を富岡電報電話局に移管[2]。
- 1983年（昭和58年）3月28日 - 南蛇井郵便局から集配業務の一部[3]を移管。
- 1985年（昭和60年）10月7日 - 風景入通信日付印の使用を開始。
- 2007年（平成19年）10月1日 - 民営化に伴い、併設された郵便事業高崎支店一ノ宮集配センターに一部業務を移管。
- 2012年（平成24年）10月1日 - 日本郵便株式会社発足に伴い、郵便事業高崎支店一ノ宮集配センターを一ノ宮郵便局に統合。

## 取扱内容
- 郵便、印紙、ゆうパック、内容証明
- 貯金、為替、振替、振込、国際送金、国債
- 生命保険、バイク自賠責保険
- ゆうちょ銀行ATM
- 富岡市内の一部地域の集配業務

## 風景印
- 表記は『群馬一ノ宮』
- 図柄は重要文化財『一之宮貫前神社』・『機関車』・『コンニャク芋』・『妙義山』
- 使用開始日は1985年（昭和60年）10月7日

## 周辺
- 一之宮貫前神社（上野国一宮）
- 一ノ宮体育館
- 国道254号
- 鏑川

## アクセス
- 上信電鉄上信線 上州一ノ宮駅から南西へ約500m（徒歩約6分）
- 上信越自動車道 富岡ICから西へ約4.5km、下仁田ICから北東へ約5km
- 駐車場あり：7台